# Krégbé
 Krégbé è una città e sottoprefettura della Costa d'Avorio appartenente al dipartimento di Arrah. Conta una popolazione di 21 299 abitanti (censimento 2014).